# アルロン

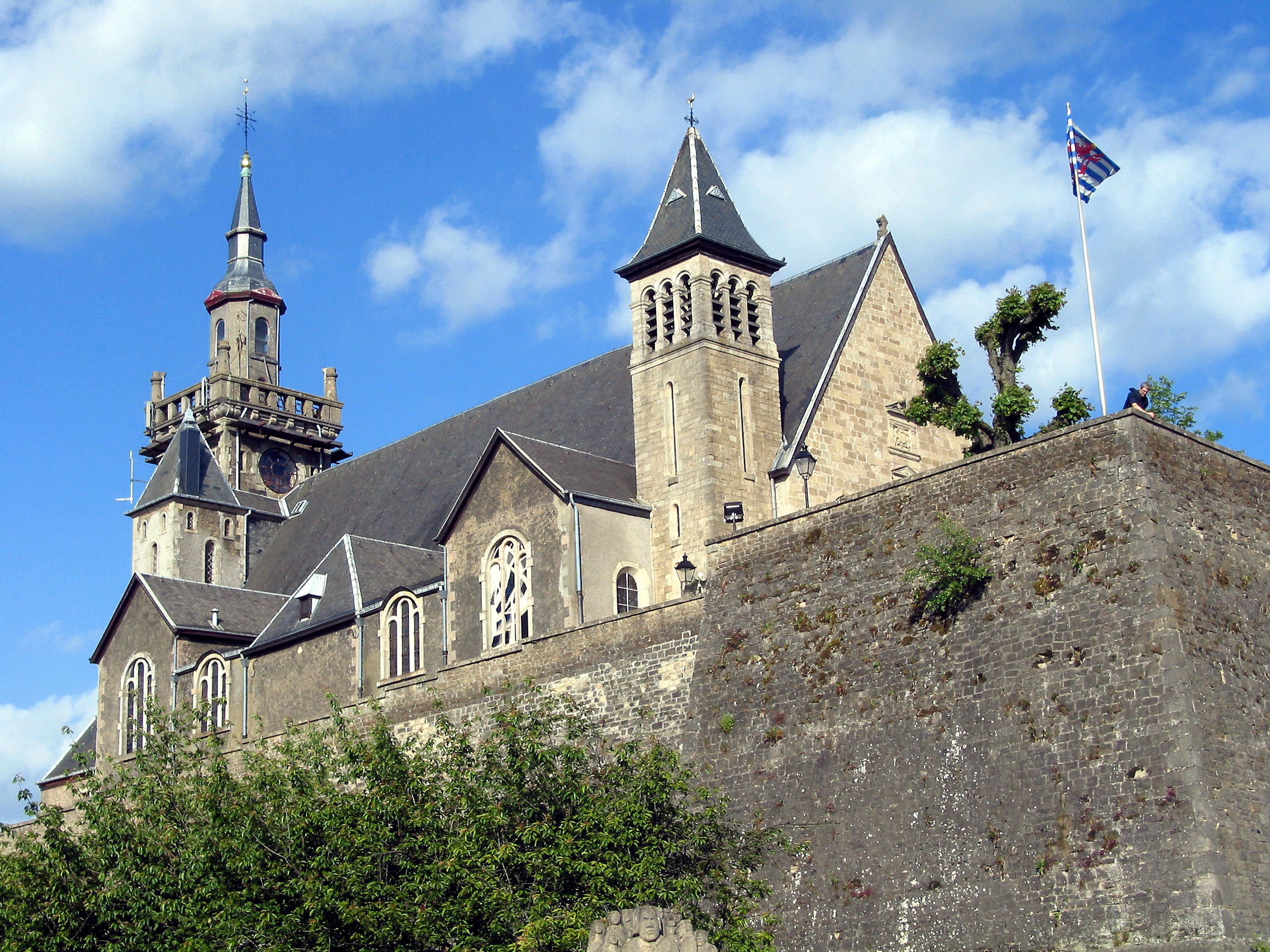
Église Saint-Donat d'Arlon

アルロン (フランス語: Arlon [aʁlɔ̃]、ルクセンブルク語: Arel [ˈaːʀəl] ( 音声ファイル)、オランダ語: Aarlen [ˈaːrlə(n)]) は、ベルギーのリュクサンブール州の州都。アルロン行政区に属する。人口は26,367人（2006年）。

## 姉妹都市
- : サン＝ディエ＝デ＝ヴォージュ、フランス
- : ディーキルヒ、ルクセンブルク
- : ビットブルク、ドイツ
- : サルファー、アメリカ
- : アヤンジュ、フランス
- : アルバ、イタリア
- : マーケット・ドレイトン、イギリス